# 3738 Отс
3738 Отс (3738 Ots) — астероїд головного поясу, відкритий 19 серпня 1977 року.
Тіссеранів параметр щодо Юпітера — 3,628.